# Freddy Abastoflor
Freddy Alessandro Abastoflor Molina (Roma, 10 de enero de 1993) es un futbolista boliviano de origen italiano. Juega como extremo izquierdo y su equipo actual es Real Santa Cruz de la Primera División de Bolivia.

## Trayectoria

### Inicios
Abastoflor nació en Roma y se trasladó con seis años, junto a su familia a la ciudad de La Paz. Allí comenzó a jugar al fútbol en las filas de ABB. En 2009 se fue cedido a La Paz Fútbol Club. En 2012 decidió marcharse a The Strongest para jugar en el equipo alevín.

### The Strongest
Abastoflor finalmente hizo su debut como profesional, el 14 de abril de 2013, disputando los últimos catorce minutos del empate 1-1 ante San José. El 6 de octubre, marcó su primer gol oficial en la victoria 3-0 frente a Oriente Petrolero.
Convirtió su segundo gol el 13 de abril de 2014, en un encuentro contra Aurora, en una victoria 4-1. En su primer clásico paceño, el 20 de abril de 2014, fue pieza clave en la victoria aurinegra por 1-0.
Tras dar buenas primeras impresiones la anterior temporada, tras la salida del entrenador Eduardo Villegas, Abastoflor tuvo una temporada para el olvidó bajo las órdenes de Néstor Craviotto, disputando apenas un encuentro.
Tras la salida de Craviotto y la llegada de Pablo Caballero Cáceres, Abastoflor volvería a tener minutos de juego, sin embargo no con la continuidad deseada. El 2 de febrero de 2016, Abastoflor jugaría su último partido con The Strongest, ante Universitario de Sucre, con victoria 1-0.

### Always Ready
En junio de 2016 el conjunto de Always Ready anunciaba su fichaje. Con su nuevo equipo, Abastoflor jugó el torneo de la Asociación de Fútbol de La Paz.

### FATIC
En agosto de 2018, fue anunciado como nuevo refuerzo de FATIC para encarar la Copa Simón Bolívar, en la que su equipo quedó eliminado en la fase de grupos.

## Estadísticas
| Club                         | Div.          | Temporada     | Liga  | Liga  | Internacional | Internacional | Total | Total |
| Club                         | Div.          | Temporada     | Part. | Goles | Part.         | Goles         | Part. | Goles |
| ---------------------------- | ------------- | ------------- | ----- | ----- | ------------- | ------------- | ----- | ----- |
| The Strongest · Bolivia      | 1.ª           | Clausura 2013 | 2     | 0     | —             | —             | 2     | 0     |
| The Strongest · Bolivia      | 1.ª           | Apertura 2013 | 13    | 3     | —             | —             | 13    | 3     |
| The Strongest · Bolivia      | 1.ª           | Apertura 2014 | 1     | 0     | —             | —             | 1     | 0     |
| The Strongest · Bolivia      | 1.ª           | 2015/16       | 8     | 0     | —             | —             | 8     | 0     |
| Total club                   | Total club    | Total club    | 24    | 3     | —             | —             | 24    | 3     |
| C. D. San José · Bolivia     | 1.ª           | 2019          | 10    | 2     | —             | —             | 10    | 2     |
| C. D. San José · Bolivia     | 1.ª           | 2020          | 26    | 2     | 2             | 0             | 28    | 2     |
| Total club                   | Total club    | Total club    | 36    | 4     | 2             | 0             | 38    | 4     |
| Atlético Palmaflor · Bolivia | 1.ª           | 2021          | 10    | 2     | 1             | 0             | 11    | 2     |
| Atlético Palmaflor · Bolivia | 1.ª           | 2022          | 40    | 9     | —             | —             | 40    | 9     |
| Total club                   | Total club    | Total club    | 50    | 11    | 1             | 0             | 51    | 11    |
| C. D. Guabirá · Bolivia      | 1.ª           | 2023          | —     | —     | —             | —             | 0     | 0     |
| Total club                   | Total club    | Total club    | 0     | 0     | 0             | 0             | 0     | 0     |
| Total carrera                | Total carrera | Total carrera | 110   | 18    | 3             | 0             | 113   | 18    |
| 1. 2.                        |               |               |       |       |               |               |       |       |

## Palmarés

### Títulos regionales
| Título            | Club         | País    | Año  |
| ----------------- | ------------ | ------- | ---- |
| Campeonato Paceño | Always Ready | Bolivia | 2018 |

### Títulos nacionales
| Título          | Club          | País    | Año  |
| --------------- | ------------- | ------- | ---- |
| Torneo Apertura | The Strongest | Bolivia | 2013 |